# 9M133短號反坦克飛彈
9M133「短號」（羅馬化：Kornet）是俄军所装备最新的反坦克导弹，由俄罗斯图拉仪器设计制造局研制，於1994年10月首次亮相，用于取代有线制导的第二代9M113「競技」式反坦克导弹。它既能打击坦克也能打击慢速低空的直升机。因为成本較高，目前只裝備於特定單位及部隊。它的北约代号是 AT-14 Spriggan（守宝妖精）。它们曾在2006年以黎战争中击毁过梅卡瓦坦克。

## 发展
由俄罗斯图拉仪器设计制造局研制，用于取代有线制导的第二代「競技」式，1994年10月首次亮相。该型导弹的发展开始于1988年，是一种模組化武器系统。
这是一款先進的反坦克导弹，优于先前的「競技」式以及於之同期的9K111「巴松管」式，於1994年正式进入俄罗斯军队服役。出口制定代号Kornet-E.

## 说明
该短号反坦克导弹系统是用螺旋轨迹（spiral trajectory）的先进反坦克导弹。

## 使用

### 针对平民的攻击
于2011年4月7日，哈马斯宣称对导弹袭击所杀害一个16岁的男孩丹尼尔·韦弗里克（Daniel Viflic）负责。根据以色列军方发言人表示，这此事件是由一枚短号导弹攻击所致。

## 用户
- 阿尔及利亚：在2006年订购3,000枚导弹[6][7]
- ：60具发射器和540枚导弹[8]
- ：未知数量的 Kornet-E 在2013年1月14被交付.[9]
- 巴林：Kornet-EM ordered[10]
- ：80枚 Kornet-E在2005被交付[7]
- 希腊：196具发射器和 1,100枚导弹在2008被交付[11]
- 印度：3,000枚导弹250具发射器在2003-2006年间交付.[7]
- 伊朗：以Dehlavie的名义授权生产[12][13][14]
- 约旦：200具Kornet-E 发射器和2,000枚导弹.[5]
- 摩洛哥：80套短号导弹在2000年订购.[7]
- 叙利亚：50具 Kornet-E 发射器和 1,500枚的导弹在1998被购买. 2002-2006购买另外1,500枚导弹.[7][15]
- 大阿拉伯利比亚人民社会主义民众国：2011内战由效忠卡扎菲的军队使用[16]
- 秘魯：288 导弹和24具模拟训练器以及技术支持. 该合同(价值US$ 2,400万)2008签署. 所有的导弹在2010交付. 2013年6月进行谈判追加购买[17]
- 阿联酋[18]
- 俄羅斯：数量未知[19](2009)
- 土耳其：80具发射器和 800枚导弹 [20]
- 乌干达：1,000 枚Kornet-E在2010订购，2012-2013交货.[7]
- ：从叙利亚获得，本土仿造，命名为火鸟-3

### 非國家組織
- 哈马斯：在2010–2011使用。[21]
- 真主党：在2006以黎战争中使用[22][23][24][25]

## 变种
- 9M133-1 – 9M133采用串联战斗部。
- 9M133F-1 – 9M133 采用温压战斗部.
- Kornet-D